# Dhu al-hijja
Dhu al-hijja (arabiska: ذُو ٱلْحِجَّة) är den tolfte och sista månaden i den islamiska kalendern. Dhu al-hijja är en av de fyra heliga månaderna i islam. De andra heliga månaderna är muḥarram, rajab och dhu al-qa'da. Under dessa månader brukade araberna inte strida mot varandra innan islams ankomst. Denna tradition inkorporerades även i islam.
Nio dagars fasta i början av månaden är vanligt bland fromma muslimer, eftersom Muhammed enligt haditer gjorde så.